# Oleśnica (dopływ Kamiennej)
Oleśnica – struga, lewy dopływ Kamiennej o długości 17,41 km i powierzchni zlewni 70,5 km². Źródła Oleśnicy znajdują się w obrębie miejscowości Ciechostowice w powiecie szydłowieckim na wysokości 322 m n.p.m. Wpada do Kamiennej w Skarżysku-Kamiennej.